# Saxifraga oppositifolia
Saxifraga oppositifolia hay cỏ tai hổ tím là một loài thực vật có hoa trong họ Saxifragaceae. Loài này được Carl von Linné miêu tả khoa học đầu tiên năm 1753.